# Musée de la Guerre de 1870 et de l’Annexion
Das Musée de la Guerre de 1870 et de l’Annexion (dt. Museum des Krieges von 1870 und der Annexion) ist ein Museum in Gravelotte, Frankreich, das sich der Geschichte des Deutsch-Französischen Krieg von 1870/71 und der Annexion des Elsass und eines Theils Lothringens an das Deutsche Reich zwischen 1871 und 1918 widmet. Mit diesem Themenzuschnitt ist es in Europa einzigartig. Auf 900 m² werden Exponate aus deutschen und französischen Sammlungen, militärische Objekte, mit Gemälden, Skulpturen und Alltagsgegenständen gezeigt. Als Lokalität wählte man für das Museum einen Ort unweit des Schauplatzes der Schlacht bei Gravelotte.